# Марцинув (Паєнчанський повіт)
Марцинув (пол. Marcinów) — село в Польщі, у гміні Сульмежиці Паєнчанського повіту Лодзинського воєводства.
Населення — 108 осіб (2011).
У 1975-1998 роках село належало до Пйотрковського воєводства.

## Демографія
Демографічна структура станом на 31 березня 2011 року:
|          | Загалом | Допрацездатний вік | Працездатний вік | Постпрацездатний вік |
| -------- | ------- | ------------------ | ---------------- | -------------------- |
| Чоловіки | 54      | 7                  | 38               | 9                    |
| Жінки    | 54      | 7                  | 26               | 21                   |
| Разом    | 108     | 14                 | 64               | 30                   |